# Otto Rühle
Otto Rühle (Großvoigtsberg, Saxònia, 23 d'octubre de 1874 - Mèxic, 24 de juny de 1943) fou un escriptor i militant comunista d'esquerra alemany.

## Biografia
Es va unir al Partit Socialdemòcrata Alemany (SPD) el 1900 i en va ser elegit diputat el 1912. El 1914 va formar part de la minoria que s'oposava al gir de la direcció del SPD per aprovar la guerra. Va votar al costat de Karl Liebknecht, el 20 de març de 1915, contra els crèdits de guerra al Reichstag el 1915 i va ser un membre de la Lliga Espartaquista fins al 1917. Amb Karl Liebknecht i Rosa Luxemburg fundà el periòdic Die Internationale que va publicar-se per primera vegada l'abril de 1915 i va ser immediatament prohibit per la censura imperial. Els militants de l'esquerra del SPD, que es definien com a internacionalistes i contraris a la Primera Guerra Mundial, editaren les Lletres d'Espartac i fundaren la Lliga Espartaquista de la qual Otto Rühle en va ser membre. Va liderar l'agrupació IKD (Comunistes Internacionals d'Alemanya) a Dresde. Finalment els opositors a la guerra foren exclosos del SPD i constituïren el Partit Socialdemòcrata Independent d'Alemanya (USPD, del qual els espartaquistes n'eren una part minoritària.
El novembre de 1918 esclatà la revolució alemanya en la qual hi prenien part activa els espartaquistes. Rühle va ser el fundador del Consell d'Obrers i Soldats de Dresde. Aquell desembre, la Lliga Espartaquista s'uní amb altres grups per formar el Partit Comunista d'Alemanya (KPD). Rühle va ser delegat al congrés i formà part de la majoria favorable al boicot de les eleccions a l'Assemblea Constituent, a diferència de la posició expressada per Rosa Luxemburg o Johann Knieff, entre d'altres.
Després de la repressió de la revolució i l'assassinat dels principals dirigents del KPD (Rosa Luxemburg, Karl Liebknecht i Leo Jogiches) el partit procedí a l'exclusió de l'ala esquerra antiparlamentària en la qual s'integrava Rühle. Els exclosos formaren el Partit Comunista Obrer d'Alemanya (KAPD).
El text de Rühle La revolució no és un assumpte de partit (1920), ja expressava la línia antiburocràtica que mantenia dins del KAPD i es convertí en un dels representants del comunisme de consells. Després seria expulsat del KAPD. Participà en la creació de l'AAUE (organitzacions que volien ser partit i sindicat alhora) el 1921.
Es veié obligat a emprendre el camí de l'exili degut al nazisme. El 1937, Rühle va formar part de la Comissió Dewey per investigar els càrrecs fets contra Trotski als Judicis de Moscou. Morí a Mèxic el 1943.